# Liste des évêques et archevêques de Puebla de los Ángeles
Cette liste recense les évêques qui se sont succédé sur le siège du diocèse de Puebla de los Ángeles depuis sa création le 24 janvier 1519. La liste se poursuit avec les archevêques à partir du 11 août 1903 lorsque le diocèse est élevé au rang d'archidiocèse métropolitain et prend le nom d'archidiocèse de Puebla de los Ángeles.

## Évêques
- Julián Garcés, O.P (24 janvier 1519 - 7 décembre 1542)
- Pablo Gil de Talavera (2 mai 1544 - mar 1545)
  - Sede vacante (1545-1548)
- Martín Sarmiento de Hojacastro, O.F.M (13 juin 1548 - 19 octobre 1557)
  - Sede vacante (1557-1561)
- Fernando de Villagómez (27 juin 1561 - 10 février 1571)
- Antonio Ruíz de Morales y Molina, O.S.Iacobi (10 décembre 1572 - 17 juillet 1576)
- Diego de Romano y Govea (13 janvier 1578 - 12 avril 1606)
- Alfonso de la Mota y Escobar (12 février 1607 - 16 mars 1625)
- Gutiérrez Bernardo de Quirós (22 juin 1626 - 9 février 1638)
- Bienheureux Juan de Palafox y Mendoza (3 octobre 1639 - 23 novembre 1653), nommé évêque d'Osma
- Diego Osorio de Escobar y Llamas (2 août 1655 - 17 octobre 1673)
  - Juan de Sancto Mathía Sáenz de Mañozca y Murillo (17 juin 1675 - 1675) (évêque élu)
- Manuel Fernández de Santa Cruz y Sahagún (19 octobre 1676 - 1er février 1699)
- Ignacio de Urbina, O.S.H (18 avril 1701 - 9 avril 1703)
- García Felipe de Legazpi y Velasco Altamirano y Albornoz (14 janvier 1704 - décembre 1705)
- Pedro Nogales Dávila (8 juin 1707 - 9 juillet 1721)
- Juan Antonio de Lardizabal y Elorza (23 septembre 1722 - 19 février 1733)
- Benito Crespo y Monroy, O.S.Iacobi (20 janvier 1734 - 19 juillet 1737)
- Pedro González García (26 janvier 1739 - 20 mai 1743), nommé évêque d'Avila
- Domingo Pantaleón Álvarez de Abreu (20 mai 1743 - 28 novembre 1763)
- Francisco Fabián y Fuero (4 février 1765 - 13 septembre 1773), nommé archevêque de Valence
- Victoriano López Gonzalo (13 septembre 1773 - 24 juillet 1786), nommé évêque de Tortosa
- Santiago José Hechavarría (Cheverria) y Elguezúa (10 mars 1788 - 19 janvier 1789)
- Salvador Bienpica y Sotomayor (29 mars 1790 - 2 août 1802)
- Manuel Ignacio González de Campillo Gómez del Valle (26 mars 1804 - 26 février 1813)
- José Antonio Joaquín Pérez Martínez y Robles (19 décembre 1814 - 20 avril 1829)
- Francisco Pablo Vásquez Bizcaíno (25 février 1831 - 7 octobre 1847)
  - Sede vacante (1847-1852)
- José María Luciano Becerra y Jiménez (27 septembre 1852 - 17 décembre 1854)
- Pelagio Antonio de Labastida y Dávalos (23 mars 1855 - 19 mars 1863), nommé archevêque de Mexico
- Carlos María Colina y Rubio (19 mars 1863 - 10 mars 1879)
- Francisco de Paula Verea y González (19 septembre 1879 - 4 mai 1884)
- José María Mora y Daza (13 novembre 1884 - 27 décembre 1887)
  - José María del Refugio Guerra y Alva (1888 - 28 avril 1888) (évêque élu)
- Francisco Melitón Vargas y Gutiérrez (1er juin 1888 - 14 septembre 1896)
- Perfecto Amézquita y Gutiérrez, C.M (3 décembre 1896 - 27 octobre 1900)
- José Ramón Ibarra y González (13 mai 1902 - 11 août 1903), devient le 1er archevêque de Puebla

## Archevêques
- José Ramón Ibarra y González (11 août 1903 - 1er février 1917)
- Enrique Sánchez y Paredes (24 janvier 1919 - 25 mars 1923)
- Pedro Vera y Zuria (2 mai 1924 - 28 juillet 1945)
- José Ignacio Márquez y Tóriz (28 juillet 1945 - 28 février 1950)
- Octaviano Márquez y Tóriz (14 décembre 1950 - 24 septembre 1975)
- Ernesto Corripio y Ahumada (11 mars 1976 - 19 juillet 1977), nommé archevêque de Mexico
- Rosendo Huesca Pacheco (28 septembre 1977 - 5 février 2009)
- Victor Sánchez Espinosa, depuis le 5 février 2009

## Sources
- (en) « Archdiocese of Puebla de los Ángeles  : Past and Present Ordinaries », sur catholic-hierarchy.org (consulté le 22 octobre 2023)